# Bziw
Bziw (ukr. Бзів) – wieś na Ukrainie, w obwodzie kijowskim, w rejonie browarskim, siedziba administracyjna rady wiejskiej. W 2001 roku liczyła 906 mieszkańców.
We wsi znajduje się zabytkowy drewniana cerkiew św. Mikołaja z 1863 roku

## Geografia
Miejscowość położona po obu brzegach rzeki Ilta, 9 km na południowy zachód od centrum rejonu Baryszówki i 58 km na wschód od Kijowa. Od północy graniczy z Moroziwką, od południa z Lubarciami, od zachodu ze wsią Iwankiw, od wschodu z Wołoszyniwką. Na południu wsi przebiega droga krajowa M 03. Na północ od Bziwa koło Moroziwki znajduje się stacja kolejowa na linii kolejowej Kijów - Połtawa.

## Historia
Miejscowość została założona w 1780 roku. 
W 1900 roku miejscowość należała do wołosti baryszowskiej w powiecie perejasławskim guberni połtawskiej.
Od 1922 roku  Bziw znalazł się w granicach Ukraińskiej SRR.
W 1929 roku we wsi organizowano kołchoz.
Wieś szczególnie mocno ucierpiała w wyniku przymusowej kolektywizacji i Wielkiego głodu dokonanego przez rząd radziecki w latach 1929-1933.